# جوليان رايت
جوليان رايت (بالإنجليزية: Julian Wright)‏ مواليد 20 مايو 1987 في شيكاغو هايتس، هو لاعب كرة سلة محترف أمريكي بدأ مسيرته الاحترافية في سنة 2007 حيث تم اختياره من قبل فريق نيو أورلينز بيليكانز خلال الدرافت، ويحمل الرقم 30. يبلغ طوله 6 قدم 8 بوصة (2.0 م).

## فرق لعب لها
- نيو أورلينز بيليكانز
- تورونتو رابتورز

## إحصائيات المسيرة

### الموسم الاعتيادي
| السنة   | الفريق               | لعب | بدأ | دقيقة | ميداني% | ثلاثية | حرة  | ارتداد | صنع | استلاب | تصدي | نقطة |
| ------- | -------------------- | --- | --- | ----- | ------- | ------ | ---- | ------ | --- | ------ | ---- | ---- |
| 2007–08 | نيو أورلينز بيليكانز | 57  | 1   | 11.2  | .533    | .417   | .635 | 2.1    | .7  | .5     | .2   | 3.9  |
| 2008–09 | نيو أورلينز بيليكانز | 54  | 19  | 14.3  | .466    | .095   | .567 | 2.8    | .8  | .6     | .4   | 4.4  |
| 2009–10 | نيو أورلينز بيليكانز | 68  | 14  | 12.8  | .500    | .333   | .610 | 2.1    | .6  | .4     | .3   | 3.8  |
| 2010–11 | تورونتو رابتورز      | 52  | 6   | 14.7  | .512    | .200   | .512 | 2.3    | 1.1 | .8     | .4   | 3.6  |
| المسيرة |                      | 231 | 40  | 13.2  | .499    | .262   | .584 | 2.3    | .8  | .6     | .3   | 3.9  |

### التصفيات
| السنة   | الفريق               | لعب | بدأ | دقيقة | ميداني% | ثلاثية | حرة  | ارتداد | صنع | استلاب | تصدي | نقطة |
| ------- | -------------------- | --- | --- | ----- | ------- | ------ | ---- | ------ | --- | ------ | ---- | ---- |
| 2008    | نيو أورلينز بيليكانز | 11  | 0   | 11.9  | .455    | .222   | .833 | 1.6    | .5  | .9     | .1   | 4.3  |
| 2009    | نيو أورلينز بيليكانز | 4   | 0   | 8.0   | .429    | .000   | .500 | 1.5    | .5  | .0     | .3   | 2.0  |
| المسيرة |                      | 15  | 0   | 10.9  | .451    | .222   | .700 | 1.6    | .5  | .7     | .1   | 3.7  |

## روابط خارجية
- جوليان رايت على موقع إن بي أي (الإنجليزية)
- جوليان رايت على موقع الدوري التايواني الممتاز لكرة السلة (الصينية)
- جوليان رايت على موقع سبورتس رفرنس (الإنجليزية)
- جوليان رايت على موقع كرة السلة الأوروبية.كوم (الإنجليزية)
- جوليان رايت على موقع إي إس بي إن.كوم (الإنجليزية)
- جوليان رايت على موقع كلية كرة السلة في سبورتس رفرنس.كوم (الإنجليزية)
- جوليان رايت على موقع ريلجم (الإنجليزية)
- جوليان رايت على موقع بروبوليرز (الإنجليزية)
- جوليان رايت على موقع سبورتس رفرنس (الإنجليزية)
- جوليان رايت على موقع سبورتس رفرنس (الإنجليزية)